# Empusa (champignon)
Pour les articles homonymes, voir Empusa.
Genre
Empusa est un genre de champignons parasites de la famille des Entomophthoraceae.

## Liste des espèces et sous-genres
Selon MycoBank (31 juillet 2023) :
- Empusa acaricida Petch, 1940
- Empusa acaridis Petch, 1944
- Empusa acridii A.W. Cooper, 1898
- Empusa americana Thaxt., 1888
- Empusa aphidis (Hoffm.) Thaxt., 1888
- Empusa apiculata Thaxt., 1888
- Empusa aulicae E. Reichardt, 1869
- Empusa blissii G. Lakon
- Empusa caroliniana Thaxt., 1888
- Empusa colorata (Sorokin) Jacz., 1931
- Empusa conglomerata (Sorokin) Thaxt., 1888
- Empusa culicis A. Braun, 1855
- Empusa dipterigena Thaxt., 1888
- Empusa dysderci Viégas, 1939
- Empusa echinospora Thaxt., 1888
- Empusa elegans Maimone, 1914
- Empusa erupta Dustan, 1924
- Empusa fresenii Nowak., 1886
- Empusa fumosa Speare, 1922
- Empusa gastropachae Racib., 1910
- Empusa geometralis Thaxt., 1888
- Empusa gracilis Thaxt., 1888
- Empusa grylli (Fresen.) Nowak., 1888
- Empusa jassii Cohn, 1877
- Empusa lageniformis Thaxt., 1888
- Empusa lampyridarum Thaxt., 1888
- Empusa lecanii Zimm., 1901
- Empusa montana Thaxt., 1888
- Empusa muscae Cohn, 1855
- Empusa occidentalis Thaxt., 1888
- Empusa papillata Thaxt., 1888
- Empusa pelliculosa (Sorokin) Jacz., 1931
- Empusa phalangicida Lagerh.
- Empusa phryganeae (Sorokin) Jacz., 1931
- Empusa planchoniana (Cornu) Thaxt., 1888
- Empusa puparum Teich, 1886
- Empusa radicans Bref., 1870
- Empusa rhizospora Thaxt., 1888
- Empusa scatophagae (Giard) Jacz., 1931
- Empusa sciarae Olive, 1906
- Empusa sepulchralis Thaxt., 1888
- Empusa subgen. Empusa Cohn, 1855
- Empusa subgen. Triplosporium Thaxt., 1888
- Empusa variabilis Thaxt., 1888
- Empusa virescens Thaxt., 1888
- Empusa weberi G. Lakon, 1939

## Systématique
Le nom correct complet (avec auteur) de ce taxon est Empusa Cohn, 1855. Empusa a pour synonyme :
- Myiophyton Lebert, 1857

Certaines sources,, considèrent Empusa Cohn, 1855 comme un synonyme de Entomophthora Fresen. 1856.

## Publication originale
- (de) Ferdinand Cohn, « Empusa Muscae und die Krankheit der Stubenfliegen », Hedwigia, Dresde, Inconnu, C. Heinrich (d) et inconnu, vol. 1, no 10,‎ 1855, p. 57-61 (ISSN 0367-5734, OCLC 1751936, lire en ligne).